# Kanton Hiersac
Kanton Hiersac (fr. Canton d'Hiersac) je francouzský kanton v departementu Charente v regionu Poitou-Charentes. Skládá se ze 13 obcí.

## Obce kantonu
- Asnières-sur-Nouère
- Champmillon
- Douzat
- Échallat
- Hiersac
- Linars
- Moulidars
- Saint-Amant-de-Nouère
- Saint-Genis-d'Hiersac
- Saint-Saturnin
- Sireuil
- Trois-Palis
- Vindelle